# 万国阿片条約
万国阿片条約あるいはハーグ阿片条約（英語: International Opium Convention）は、1912年1月23日にオランダのハーグで開かれたハーグ国際阿片会議で調印された初の薬物統制に関する条約である。
アヘンをはじめモルヒネやコカイン、またそこから誘導された薬品また同等の害毒を起こすものが条約の統制対象となった。

## 概要
1909年2月の万国禁烟大会において9条からなる議定書を決議する。
1911年からの1912年にかけてのハーグにおける国際阿片会議にて条約が調印され、1919年のヴェルサイユ条約を通して批准され、1924年から1925年にかけてのジュネーヴ国際阿片会議にて、大麻製剤（チンキ）を追加し条約を補足する協定が作成された。
第二次世界大戦後、国際連盟は解体され、1946年（昭和21年）の「麻薬に関する協定、条約及び議定書を改正する議定書」を経て、1961年の麻薬に関する単一条約に万国阿片条約は引き継がれた。

## 背景
条約にむけて、国際的な取り組みが始まったのにはいくつかの背景がある。アジアは帝国主義の諸国による植民地化が進み、イギリスは中国にアヘンを輸出、これにより中国におけるアヘンの使用が拡大していた（関連：アヘン戦争、アロー戦争、三角貿易）。諸国の植民地や本国において、清国末期の動乱に伴う移住及び移民に伴い彼らのコミュニティーと接触する機会が増え、アヘンの使用は中国人が移住した土地にも広がりつつあった。また、各国ではアヘンの害悪が知られるようになり、反アヘン運動が高まっていた。これを背景に、アヘン貿易は重要との認識があるもののアヘンに対する危機感が高まっていた。

### 上海国際阿片会議
アジアにおける阿片問題に関心を示していたマニラ在住のアメリカ人宣教師チャールズ・ブレントは、アメリカ合衆国大統領セオドア・ルーズベルトに対し、アジア殊に清国においての阿片拡大の窮状と吸引禁止に関するの国際会議開催の必要性を意見した。これに応じたルーズベルト大統領は、清国と当時関係の深いイギリス帝国と大日本帝国の了解を得て、1904年10月に建議した。清国は、阿片の製造及び販売を禁止することは甚だ困難であるが研究するとして国際会議に同意を示した。
1909年2月1日に清国、アメリカ合衆国、イギリス帝国、大日本帝国に加えて、ドイツ帝国、フランス共和国、ロシア帝国、イタリア王国、ペルシア帝国、オーストリア＝ハンガリー帝国、オランダ王国、シャム王国、ポルトガル王国による万国阿片委員会が上海で開催された。
各国の阿片、モルヒネ、コカインの輸出入の状況及び吸煙者の数や国籍、人口に対する比例と取締状況などの報告と専売国における状況等が6つの委員会で検討され、9か条からなる議定書を採択して2月26日に終了した。上海阿片条約とも称されるこの議定書は、採択国の国内及び中国におけるアヘン等の統制に関する事柄であったが、8条及び9条において参加国政府の勧奨を切望する或いは希望するとされたことから、参加政府に対する勧告の意味が大きかった。

## 条約の調印

### ハーグ国際阿片会議
ルーズベルト大統領は、国際的な統制を進展させるための更なる国際会議の開催を提案した。これにより1911年12月1日からオランダのハーグにおいて万国阿片会議が開催された。この会議の主催はオランダが勤めた。アメリカ、イギリス、ペルシア、イタリア、オランダ、シャム、中国、ドイツ、日本、フランス、ポルトガル、及びロシアなど24カ国が参加した。この会議では、アヘンの他にモルヒネやコカインの統制についても協議され、1912年1月23日に条約は調印された。ハーグ阿片条約又は万国阿片条約とも称される条約は6章からなり、主に以下の6点について規定された。オランダがこの条約の実施に関する職務を負った。
- 生阿片（ケシの未熟果から取れる乳液を乾燥させたもの）の生産、及び分配の取締を法制化すること。
- 煙膏（生阿片を喫煙用に加工したもの）の製造、取引、使用の禁止。
- アヘンやヘロイン、モルヒネ等の製造、販売、輸出入を医学用途に制限すること。
- 中国及び極東諸国への密輸を禁制するための必要な措置を取ること。
- 禁制薬物の所持を犯罪とみなすこと。

条約の内容はおおむね、あへん、モルヒネ、コカインやそこから誘導された薬品、それと同等の害毒を持つものの乱用を漸次禁止することである。
この条約はドイツの提案により即時の批准を求める物ではなく、大半の国は批准しなかった。その結果、1913年と1914年に2度の国際会議が開催され、アメリカなどにより諸国へ批准の催促が行われたが、批准は得られなかった。

## 条約の批准
1914年に第一次世界大戦が勃発しモルヒネは戦場で疼痛剤として用いられ、これの中毒者が増えた。また、兵士はコカインを使用した。これにより、参戦国では戦後これらの使用が増加した。特に、ヨーロッパとアメリカで、この傾向が顕著であり、問題の拡大が懸念された。1918年、アメリカはハーグ阿片条約の批准に向けた提議を行った。その結果、パリ講和会議にてハーグ条約の批准に関する議題が扱われた。
パリ講和会議において、アメリカ及びイギリスは講和条約発効後3ヶ月以内にハーグ条約を批准することとそれに伴う法制化の実施を求める案を提出した。会議の結果12ヶ月以内に行われるものとされ、ヴェルサイユ条約第295条として案は採択された。1919年6月28日にヴェルサイユ条約は調印された。ヴェルサイユ条約の調印にともない、ハーグ条約に批准していなかった諸国も条約を批准した。
また、ヴェルサイユ条約に基づく国際連盟規約の第23条（ハ）には、連盟加入国は阿片及びその他の薬物の監視を連盟に委託することが記載された。オランダはハーグ条約の職務を国際連盟総会決議に基づき、連盟に渡した。連盟はハーグ条約に関する審議を行う機関として「阿片及び他の危険薬品の取引諮問委員会」（麻薬委員会の前身）を、連盟理事会の決議により設置した。諮問委員会は薬物に関する国際統制政策の審議や各国からの報告書の基づく状況の検討を行った。

## 条約を補足する協定
麻薬の濫用が広がりつつあったアメリカは、ハーグ条約を十分な物と考えていなかった。そして、諮問委員会にアメリカは参加し、アメリカは麻薬の生産量を制限することを提議した。1923年5月の第5回諮問委員会において生産量の制限についての会議の開催が決定し、1924年から1925年にかけて会議が開かれた。会議は第一と第二に分けられた。第一会議は阿片吸煙が認められている諸国で行われることとなり、イギリス、インド、オランダ、シャム、日本、フランス、ポルトガルが参加した。第一会議では1925年に15条よりなる議定書（第一阿片会議条約）が作成され、調印、1926年9月25日に発効した。
第一条約では主に以下の点が規定された。
- アヘンの輸入や販売を政府の独占事業とすること。
- 未成年者の煙膏の使用の禁止。
- 煙館（あへんの吸煙所）の数の制限。
- 輸出国政府発行の輸入証明書がない阿片を輸出、通過等を禁止すること。
- ハーグ条約と第一条約の実施を審査する会議を開くこと。

アメリカは第一会議にアヘンなどの薬物の生産を制限することを求め、中国はこれに同調した。第一会議の参加国は主にアヘン貿易に関わっている国家であり、アメリカと第一会議の参加国、特にイギリスは対立し、会議は紛糾した。結果、アメリカと中国は会議から離脱した。
第二会議は、麻薬の製造や使用の制限などに関して協議され、第一会議の参加国を含む四十数カ国が参加した。途中で離脱したアメリカと中国の参加なしで、協議は行われ、議定書を作成した（第二阿片会議条約）。
第二条約では主に以下の点が規定された。
- アヘン及びコカ葉の生産、輸出、販売等の取り締まりに法規を設けること。
- 麻薬の製造、販売、輸出入等に許可制度を設けること。
- 大麻の取引の取り締まり。
- 麻薬の輸出入等の報告の提出。
- 常設中央委員会（国際麻薬統制委員会の前身）の設置。

先のハーグ条約では、インド大麻草については統計的・科学的見地から研究されることが望ましいとされていたが、アフリカやアジアなど使用習慣のある国は消極的であったが、乱用が社会問題化していたエジプトの提案で大麻製剤（チンキ）の医療や学術上の目的のみの制限に加えて、国際的な取引に関する規制が行われることとなった。

### その後
1931年7月13日には、麻薬製造および分配取り締まりに関する条約によって、麻薬の製造を学術や医療のための正当な需要に制限することを国際協定とし、先の条約を補足した。
第二次世界大戦の後、国際連盟が解体し、国際連合がその義務と責務を引き継ぐために、1946年12月11日に「麻薬に関する協定、条約及び議定書を改定する議定書」に署名された。そうして様々な条約や議定書を整理統合し、1961年に麻薬に関する単一条約が採択された。